# Bosniere
Bosniere er folk som kommer fra landet Bosnien-Hercegovina som var en del af det tidligere Jugoslavien. Før det var de fra 1415-1878 under det Osmanniske Rige, og fra 1878 til 1. verdenskrig var det under det østrig-ungarske kejserrige. Mellem de to verdenskrige var en del af Kongeriget Jugoslavien. Bosniere bør ikke forveksles med bosniakker, der kun dækker den muslimske del af landets befolkning.
 Der er for få eller ingen kildehenvisninger i denne artikel, hvilket er et problem. Du kan hjælpe ved at angive troværdige kilder til de påstande, som fremføres i artiklen.

| Folkeslag | Spire Denne artikel om folkeslag eller etnografi er en spire som bør udbygges. Du er velkommen til at hjælpe Wikipedia ved at udvide den. |